# Nagyszebeni református templom
A nagyszebeni református templom műemlékké nyilvánított templom Romániában, Szeben megyében. A romániai műemlékek jegyzékében az SB-II-m-A-12137 sorszámon szerepel.